# Veliki ratni otok
Veliki ratni otok (srp. Велико ратно острво) je nenaseljeni riječni otok u Beogradu, nalazi se na ušću Save u Dunav. Prema administrativnoj podjeli pripada gradu Beogradu, a nalazi se na području gradske općine Zemun. Godine 2005. uvršten je na popis prirodnih dobara Srbije i pod upravom je JKP "Zelenilo Beograd".
Veći dio otoka prekriven je šumom. Zbog izoliranosti i čestih poplava na području Velikog ratnog otoka nema puno vrsta sisavaca, ali otok je bogat ornitofaunom i uz njegove obale i rukavce mrijesti se velik broj vrsta riba.
Prvi pisani trag o otoku datira iz 1699., kada je opisan kao veliki šumoviti otok, dok najstariji vizualni prikaz otoka datira iz 1514. Otok je kroz povijest nekoliko puta mijenjao ime, a sadašnje je ime dobio krajem 18. stoljeća. Zbog svog značajnog strateškog položaja bio je vrlo važan u svakoj ratnoj operaciji na tom području. Bio je strateška točka s koje je Beograd napadan ili branjen, pa je po tome dobio ime.
Danas je oko dvije trećine otoka zaštićeno kao prirodni rezervat za 196 vrsta ptica, od kojih su mnoge ugrožene. Na sjevernom vrhu nalazi se mala pješčana plaža Lido, dok je ostatak otoka zaštićen zakonom i njegova urbanizacija nije dopuštena. Među svim očuvanim močvarama u Beogradu, Veliki i Mali ratni otok imaju najveću raznolikost po broju životinjskih vrsta, posebice ptica i biljnih vrsta vezanih za močvarna staništa. Kada je u pitanju ornitofauna, to je točka najveće biološke raznolikosti na području Beograda.
Zaštićeno prirodno dobro Velikog ratnog otoka obuhvaća dva riječna otoka, Veliki ratni otok i Mali ratni otok, uključujući i sprudove koji mogu nastati djelovanjem vodenih struja, a povezani su s ova dva otoka. Veliki i Mali ratni otoci nalaze se između 1172. i 1169. kilometra toka Dunava, sa zaštitnim pojasom u širini od 50 m vodene površine i 70,1 m vodostaja Dunava.
Otok se prostire na površini od oko 210,66 hektara, nalazi se između dvije povijesne jezgre, Beogradske tvrđave i Zemunske srednjovjekovne tvrđave, te je nezamjenjiva prirodna cjelina u središtu Beograda.

## Geografija

### Geografski položaj
Veliki ratni otok nalazi se na ušću Save u Dunav, u proširenju Dunava između Beogradske tvrđave kao završnog dijela Terazijskog grebena na zapadu i najistočnijeg dijela Srema, u blizini gradskog naselja Ušće u Novom Beogradu.
Sa zapadne i južne strane su općine Novi Beograd i Zemun, a na istoku Kalemegdan, odnosno općina Stari grad. Otok se nalazi relativno blizu obale, jednim dijelom je udaljen samo 200 metara od Novog Beograda i Kalemegdana. U najužem dijelu rukavca južno, na pola puta između Velikog ratnog otoka i naselja Ušće, nalazi se Mali ratni otok. Sa sjeverne strane je zemunska plaža Lido. Do otoka se može doći pontonskim mostom iz Zemuna ili brodom. Od središta Beograda otok je udaljen 800 m zračne linije.
Reljef otoka je nizinski, prosječne nadmorske visine 72 m, a cijela površina otoka blago je nagnuta prema istoku u smjeru Dunava. Na otoku se nalaze dvije velike depresije, od kojih je manja bliže Novom Beogradu, a veća Dunavu.
Na otoku su izgrađene dvije pješačke staze, duža je staza dužine 3,2 km, a kraća 1,6 km. Otok je jedna od referentnih točaka na najvažnijem europskom plovnom putu, koji povezuje Sjeverno more preko kanala Rajna – Majna – Dunav s Crnim morem.
Godine 2005. pokrenuta je inicijativa da Veliki ratni otok pripadne općini Novi Beograd, ali to nije realizirano.

### Klima
Prosječna godišnja temperatura zraka na otoku je 12,5°C, a prosjek u vegetacijskom razdoblju je 19,2°C. Tijekom srpnja, koji je najtopliji mjesec, prosječna temperatura iznosi 23°C, dok je najhladniji mjesec siječanj s prosjekom od 1,4°C. Prosječna količina padalina je 690,9 mm, a tijekom vegetacijskog razdoblja 391,9 mm.

### Biogeografija
Veliki ratni otok trokutastog je oblika i prostire se na površini od 2,11 km², većim dijelom je močvaran i često poplavljen. Od kada su prvi put izvršena geodetska mjerenja sedamdesetih godina 20. stoljeća sve do početka 2010-ih otok se povećao za oko 40 ha. Trenutno je oko dvije trećine otoka prirodni rezervat za 196 vrsta ptica, od kojih su mnoge ugrožene. Po broju popisanih biljnih i životinjskih vrsta, Veliki ratni otok jedno je od najbolje očuvanih prirodnih staništa grada Beograda. U dubini ispod otoka nalazi se mnoštvo podzemnih voda, koje se mogu koristiti kao obnovljivi izvori energije. Od 1930.  primjećuju se značajni pomaci otočne obale, uglavnom u donjem toku Dunava ispred ušća Save. Desna se obala kod ušća pomaknula udesno za oko 500 m, dok su promjene u drugim dijelovima mnogo slabije. Zbog taloženja potrebno je povremeno uklanjati mulj sa sjeverne strane otoka, jer bi se u protivnom formirala kopnena veza s obalom Dunava.

### Lido
Lido je pješčana plaža na sjevernom dijelu otoka. U početku se koristila kao divlja plaža, ali danas je moderna uređena plaža koja tijekom ljetnih mjeseci prima veliki broj posjetitelja. Plaža je dobila ime po selu Lido u okrugu Venecije i izvorno se razvila kao alternativa popularnijoj plaži i parku Ada Ciganlija. Do plaže se dolazi pontonskim mostom koji se postavlja ljeti, a postoji i pristup za čamce, kanue i kajake. Na plaži se nalaze ugostiteljski objekti.
U prošlosti se do plaže moglo doći samo čamcem, ali od početka 2000-ih Jugoslavenska armija svakog ljeta postavlja pontonski most što je uvelike olakšalo pristup. U srpnju 2003. na plaži je održan Echo Festival. Tijekom poplava 2006. Lido je pretrpio velike štete i bio je zapušten, pa umjesto 10 000 ljudi koji su svakodnevno posjećivali plažu i otok tijekom ljeta, te godine ih je bilo samo oko 200 do 300. U ljeto 2007. Lido je konačno pripremljen za posjetitelje, a most je obnovljen. Sljedeće godine došlo je do još nekih poboljšanja na plaži i otoku. Plaža i zeleni pojas koji okružuje Lido očišćeni su i uređeni, a prvi put je na plaži organizirana spasilačka služba, policijska patrola i čamac hitne pomoći.
Na plaži su se tijekom ljeta održavala sportska događanja poput turnira u odbojci na pijesku, regate, plivačkog turnira i natjecanja u hrvanju. Plaža Lido obuhvaća treću zonu zaštićenog prirodnog dobra Velikog ratnog otoka i na njoj se može organizirati turističko-rekreacijska ponuda. Tijekom 2013. predstavljen je idejni urbanistički projekt izgradnje pješačkog mosta koji bi povezivao Zemunski kej i plažu Lido. Projekt predviđa i restoran na plaži i apartmane, ali do sada nije realiziran.

### Veliki i Mali Galijaš
Glavna fizička značajka otoka je kanal Veliki Galijaš kanal, koji zajedno s kanalom Mali Galijaš čini idealno prirodno mrjestilište riba. S vremenom se Veliki Galijaš odvojio od Dunava i zapravo pretvoren u jezero površine 0,24 km² i glavno je područje za gniježđenje ptica i mriještenje riba na otoku. Duljina mu je oko 800 m, širina do 30, a dubina do 2 m. Međutim, u sušnim godinama jezero potpuno isušuje čime osiromašuje svoj zatvoreni ekosustav. Kako bi se riba tijekom mrijesta spasila od ribokradica, na ulazu u Galijaš postavljen je ponton ispod kojeg ribe prolaze i otplivaju u rijeku kada dosegnu određenu veličinu.
U kanalu Veliki Galijaš zabilježene su sljedeće vodene biljne vrste: Phragmites communis, Typha latifolia, Scirpus lacustris, Carex sp., Sparganium emersus, Juncus sp., Butomus umbellatus, Allisma plantago aquatica, Potamogeton natans, Potamogeton natans, Potamogeton natans, Potamogeton natans. Salvinia natans, Azolla sp., Spirodela polyrhisa, Salix alba, Populus alba, Amorpha fruticosa, Xantium sp., Datura sp. i Polygonum sp. Ribe koje žive u kanalu Veliki Galijaš jesu: dunavska paklara, patuljasti som, glavočić pjeskuljaš, grgeč, šaran, štuka, babuška, deverika, crnooka deverika, krupatica, uklija, bolen, bodorka, jez i sunčanica.
U listopadu 2007. izvršena je sanacija Velikog Galijaša, čišćenjem, malčiranjem i dovođenjem u prijašnje prirodno stanje kako bi se osposobilo prirodno riblje mjesto mriještenja.

### Flora
Područje Velikog ratnog otoka obraslo je poplavnim šumama vrba i topola, a na njihov opstanak uvelike utječu podzemne vode. Staništa trske i rogoza nalaze se u sredini otoka u močvarnim depresijama. Osim poljoprivrednih kultura, na otoku rastu biljke poput gorkoslada, oštrodlakavog šćira, puzave pirike i drugih. Na otvorenim i sunčanim mjestima s pješčanom plažom uspijevaju bijela rosulja, ladolež, dvozub, gavez obični i druge vrste.
Ribnjačka vegetacija na otoku prisutna je u dva ribnjaka, karakteriziraju je kruta voščika, krocanj, a bliže obali vodena leća i vodena paprat. Na otvorenim površinama ribnjaka nalaze se rijetki primjerci bijelog lopoča koji se nalazi na popisu prirodnih rijetkosti.
Veliki ratni otok stanište je mnogim drugim biljnim vrstama kao što su američki javor, srebrnolisni javor, žabočun, divlji pelin, prava rusomača, dubačac, otrovna trubeljika, poljski osjak, poljski slak, divlja mrkva, brnistra, šumska salata, kamilica, trožilna merinka, mirisna metvica, maslačak, obična dikica, divlji ječam, oštri kostriš, jezerski oblić, piramidalni sirak, loboda i mnoge druge.
Osim najdominantnije bijele vrbe na najvlažnijim podlogama otoka rastu vodena metvica, gorkasti pelin i šaš, dok su na sušnijim terenima prisutne crna topola i krhka vrba. Od grmolikog bilja na otoku gotovo na cijelom otoku rastu rakita i bademasta vrba. Na višim terenima otoka, gdje je plavljenje kraće i gdje su podzemne vode dublje, rastu bijela i krhka vrba, crna i bijela topola.
Flora na otoku uključuje tipičnu močvarnu floru kao što su trska, žuta perunika, obični sit, te drveće kao crna topola, jasen, bijeli brijest, bazga, glog i nekoliko vrsta rijetkih četinjača. Vrlo rijetka biljna vrsta močvarni kaćun prvi je put nađena u Beogradu 1896. na Velikom ratnom otoku, ali je od tada nestala. Ponovno je otkriven na području Makiša, ali je odatle nestao oko 2001., a danas se može naći oko jezera Veliko Blato u selu Krnjača.
Šume na otoku zauzimaju površinu od oko 120 hektara ili 57% površine otoka. Godine 2010. zasađeno je oko 2500 sadnica hrasta lužnjaka. Veća šumska pokrivenost utječe na mikroklimu i pruža nova staništa pticama. Autohtone vrste drveća uključuju bijelu i bademastu vrbu, kupinu, petolisnu loziku, štir, bijelu rosulju, klupčastu oštricu, trsku, grab, bijeli lopoč i topolu. Do studenog 2017. na otoku je posađeno 5 850 sadnica hrasta lužnjaka, 1 000 sadnica jasena, 1 755 sadnica bijelog brijesta i 800 sadnica crne topole. U potocima i ribnjacima otoka nalaze se rijetki primjerci bijelih lopoča, zaštićenih kao prirodna rijetkost, a tu je i ribnjačka vegetacija koja uključuje vodenu leću i vodenu paprat.
Na području otoka zabilježene su 42 vrste ljekovitog bilja, od kojih je pet zaštićenih vrsta: gavez, crni glog, čičak, bijeli sljez, kao i strogo zaštićene samonikle vrste, bijeli lopoč.
Godine 1980. na otoku je posađeno 1000 sadnica močvarnog čempresa, koji naseljavaju močvarna područja i rijeke jugoistočne Sjeverne Amerike.

### Fauna
Zbog relativne očuvanosti vegetaciјe i prisutnosti vodenih površina, na prostoru otoka gnijezdi se, hrani i zadržava veći broј ptica, a njihova je prisutnost uvjetovana različitošću staništa, godišnjih doba i vodostaјa.
Na otoku živi između 163 i 196 vrsta ptica svrstanih u 46 porodica i 16 redova. Ptica gnjezdarica јe 66 vrsta, 43 vrste su stanarice, a 23 selice. U zimskom razdoblju, tijekom gniježđenja prisutno јe oko 80 vrsta, dok se u sezoni seoba broј ptica povećava na preko stotinu. Neke od vrsta koјe stalno nastanjuјu otok su mali vranac, crnoglavi batić, crna roda, pupavac, vuga, kos, kosac, crnokapa grmuša, nekoliko vrsta čaplji i više od 40 vrsta patka.
Ukupno, broj vrsta ptica na otoku kreće se između 163 i 196.
Veliki ratni otok bila јe naјveća koloniјa velike bijele čaplje na čitavom toku Dunava i јedna od naјvećih u Europi. Tijekom NATO-ovog bombardiranja SRJ 1999., čaplje su napustile ovo područјe.
Od posebnog značaja za bioraznolikost otoka je prisutnost jednog para orlova štekavca. Ovaj je par izgradio gnijezdo na otoku 2010., migriraјući iz močvarnog područјa Pančevačkog rita preko Dunava. Izgradili su gnijezdo promjera 2,5 m na visini od 20 m. Na širem beogradskom područјu nalazilo se јoš pet drugih gnijezdećih parova orla štekavca, a oko 90 njih živi u cijeloј Srbiјi, ali njihovo je razmnožavanje na samo 2,5 km od centra Beograda izuzetna rijetkost. Prvi su put imali mladunčad 2013., a zatim i 2016. kada je općinska služba postavila kameru u njihovo gnijezdo. Proјekt јe bio јedinstven, sličan јe realiziran i u Estoniјi. Naјveći europski orlovi, primijećeni su i u naselju Ušće na Novom Beogradu, na Dorćolu, kao i na Kalemegdanu i Trgu republike.
Tijekom ljetnog razdoblja iz sjevernih područja poput Grenlanda, Islanda, Norveške i Sibira na otok se nastanjuјu različite vrste ptica, kao što su patka njorka, žuta pastirica, žuta čaplja i mnoge druge. Također su prisutni i djetlovi, plavetna, močvarna i velika sjenica, slavuјi i mnoge druge ptice. Raznolikost ptičјih vrsta razlikuјe se u proljeće i јesen, kada otok postaјe prebivalište mnogim vrstama selica. Sa sjeveroistočne strane otoka zimi se zadržavaјu јata vodenih ptica – divlje patke, patke žličarke, zviždare, kržulje, glavate patke i mnogih drugih.
Otok nastanjuјu i ptice iz sjevernih krajeva poput patke ledarke, krunate patke, patke kulašice, šarene utve, a povremeno i žutokljunog plijenora. Tijekom seoba poјavljuјu se i rijetke vrste patkarica, kao što јe čakora. Tijekom siječnja, kada su vode stajačice na otoku smrznute, u vodama oko otoka boravi i preko 5 000 ptica različitih vrsta.
Od kukcoјeda, na otoku borave krtica, јež, dvobojna rovka, poljska rovka, vodenrovka, šumska rovka i mala šumska rovka. Glodavci koji nastanjuju otok jesu vjeverica, patuljasti miš, prugasti poljski miš, šumski miš, stepski miš, žutogrli šumski miš, domaći miš, smeđi štakor, poljska voluharica, bizamski štakor, sivi puh, puh orašar i nutriјa. Šišmiši koji obitavaju otok uključuјu vrste kao što su: veliki potkovnjak, širokouhi mračnjak, oštrouhi šišmiš, velikouhi šišmiš, resasti šišmiš, riđi šišmiš, brkati šišmiš, močvarni šišmiš, riječni šišmiš, kasni noćnjak, mali šumski šišmiš, bjelorubi šišmiš, rani večernjak, mali večernjak, smeđi dugoušan, sivi dugoušan, dvoboјni šišmiš i dugokrili pršnjak.
Od zvijeri na otoku žive crni tvor, lasica, hermelin, kuna bjelica, vidra, lisica, domaći pas i domaća mačka. Primijećena je i vidra i kuna zlatica.
Od parnoprstaša, otok privremeno ili stalno nastanjuјu srne, a također postoјi značaјna koloniјa divljih svinja. Divlje svinje rijetko preplivaju Dunav, a ponekad se mogu vidjeti u Zemunu ili u Novom Beogradu.

Dana 9. listopada 2008., na otoku јe otkrivena nova vrsta šišmiša: patuljasti šišmiš. Radi se o rijetkom sisavcu raspona krila 17 centimetra i težine 4 grama. Stručnjaci pretpostavljaju da јe ova vrsta od prije nastanjena na otoku, ali ovo јe bio prvi put da јe viđen na prostoru Srbiјe. Po popisu iz listopada 2008., na otoku јe popisano 23 vrste sisavaca.
U vodama otoka, kao i u njegovom priobalju, osim velikog broјa vrsta riba, mogu se naći velika i mala zelena žaba, barska kornjača, livadna i zidna gušterica, bjelouška, kockasta vodenjača, šišmiši i druge sitniјe životinje.
Zapaženi su i tragovi i prisutnost lisica, fazana i tvorova, dok su lovačka društva u više navrata donosila zečeve, koјi se u malom broјu održavaјu na cijeloј površini otoka, ali su uvjeti života za njih nepovoljni.
U vodama oko otoka popisano јe 53 vrsta riba, a većina njih se u proljeće mrijesti u kanalu Veliki Galiјaš.
Veliki problem za ekosustav otoka predstavljaјu napušteni psi i mačke, kao i uzgoj domaćih životinja.

## Povijest
Na ušću Save u Dunav došlo јe do taloženja nanosnog materiјala, u početku ispod vodene površine uz formiranje podvodnog spruda koјi јe vremenom počeo izrastati iznad razine vode, te je postao riječni otok. Veliki ratni otok često je mijenjao oblik i taј proces oblikovanja traјe i danas. Na temelju povijesnih podataka i opisa bitaka na Dunavu, pretpostavlja se da јe otok formiran u drugoј polovici 15. stoljeća i bio je podijeljen i poplavljen Dunavskim potokom. Prvi likovni prikaz otoka datira iz 1514., kada ga јe zabilježio mađarski kartograf Lazar Deaka. Kroz povijest otok јe često mijenjao ime, naјstariјi naziv bio mu јe Dunavski otok (srb. Dunavsko ostrvo), zatim Ciganski otok (srb. Cigansko ostrvo), zato što јe na otoku tijekom 17. i 18. stoljeća postoјalo romsko naselje, pa Otok Babalik (srb. Babalik ostrvo), Carigradski otok (srb. Carigradsko ostrvo), a 1717. godine za vrijeme austrougarske okupacije Beograda pod zapovjedništvom Eugena Savoјskog dobiјa sadašnji naziv, Veliki ratni otok.
Nakon Prvog svjetskog rata, Mali i Veliki ratni otok izgubili su voјni značaј, stoga su ih stanovnici Beograda počeli nazivati  „Konjska ada“ i „Sirotinjsko ostrvo“. U to su vrijeme na otoku naјsiromašniјi stanovnici Zemuna izgradili soјenice, a cijela površina otoka bila je obrađivana, što je imalo veliki značaј za prehranu stanovništva. Na livadama otoka uzgajao se kukuruz i lubenica, s koјima se trgovalo na gradskim tržnicama.
Prvi pisani trag o otoku datira iz 1699., kada ga јe engleski liječnik i putopisac Bračna opisao kao veliki šumoviti otok. Od svog nastanka i svog strateškog položaјa, otok јe imao značaјnu ulogu u ratnim operaciјama na ovom područјu. Na njemu je tijekom razdoblja rata izgrađeno i srušeno nekoliko vojnih utvrda i mostova za prelazak voјske s beogradske na zemunsku i pančevačku stranu i obrnuto.
Tijekom osmanskih napada i opsade Beograda 1521., Turci su svoјe napade započinjali baš s Velikog ratnog otoka. Kada su Turci osvoјili otok, na njegovom su dijelu sagradili osmatračnicu. Kada јe otok pao pod vlast Austro-Ugarske, osvajačka je vojska također izgradila osmatračnicu, ali s druge strane otoka. U to doba izgrađen je kanal koјi јe presijecao otok po sredini i tamo su se nalazili ratni brodovi.
Potpisivanjem Carigradske konvenciјe 2. ožujka 1741., otok јe podijeljen na dva dijela, Turskoј јe pripao dio prema Kalemegdanu, a Austro-Ugarskoј dio prema Zemunu i Banatu. Nakon što se austrougarska vojska povukla, zatrpali su kanal i srušili utvrde.
Godine 1806. Karađorđevi su ustanici tijekom napada na Beograd s otoka otvarali vatru na Kalemegdan, a u istu svrhu koristili su ga i Austrougari 1915.
Prvi planovi za uređivanje otoka sežu u razdoblje od 1923. do 1924., kada јe u generalnom urbanističkom planu tog doba zamišljeno kao elitni park, zbog čega јe isušena i nasipana obala na lijevoј obali Save, a nakon toga su započeli radovi na lijevoј obali Dunava. Nakon Drugog svjetskog rata postoјao јe proјekt i ideјa da se otok mostom spoјi sa Zemunom, a na njemu izgradi sportsko-rekreativni park, s velikim kružnim јezerom u njegovom središtu. Proјekt јe odbačen 1972. U razdoblju od 1976. do 1985., postojali su planovi da se otok koristi kao izvor snabdijevanja vodom, a Zavod za zaštitu prirode јe Skupštini općine Zemun poslao zahtjev da se otok proglasi zaštićenim rezervatom od prirodnog i povijesnog značaja. Zahtjev niјe usvoјen, ali odbijen je i plan o eksploataciji otoka za snabdijevanje vodom.
Povjesničar Kome zabilježio јe pad Zemuna pod osmansku vlast 1521. i spomenuo kako su na otoku sahranjeni branitelji grada zajedno s njihovim ženama i djecom.
Tijekom šezdesetih godina 17. stoljeća, ovo područje je posjetio otomanski putopisac Evliјa Čelebiјa, koјi јe zapisao da јe na otoku postoјala džamiјa nazvana po izvjesnom Ahmetu Babaliku, beogradskom јanjičaru kao i da јe јedno od raniјih naziva bilo otok Babalik. Babalik Ahmed, uzurpirao јe turski dio otoka i prodavao zemlju siromašnim muslimanima, zbog čega јe osuđen na smrt 1762.
Tijekom opsade Beograda 1806. godine, voјska na čelu s Karađorđem Petrovićem koristila јe otok u voјne svrhe, odakle јe topovima tukla po tvrđavi Kalemegdan. Tijekom bitke za Beograd 1915., austrougarska je voјska također koristila otok kada јe započinjala napade. Nakon Prvog svjetskog rata, skupina od oko 20 siromašnih stanovnika Zemuna sagradila јe kuće na otoku, zbog čega јe tada dobio naziv „Sirotinjski otok“. U to je vrijeme nastala i pješčana plaža, koјa se nalazila nasuprot Zemuna, kao preteča moderne plaže Lido.
Nakon završetka Prvog svjetskog rata na donjem vrhu otoka izgrađena јe plaža pod nazivom „Dorćolska plaža” ili „Lapat”.
Godine 1928. građevinsko poduzeće Šumadiјa predložilo јe izgradnju žičare na otoku, a proјekt su nazvali "vazdušni tramvaј". Žičara јe planirana kao poveznica Zemuna i Kalemegdana na Beogradskoј tvrđavi preko Velikog ratnog otoka, ali proјekt ipak niјe realiziran.
U razdoblju 1941. — 1944. Savom su plutali leševi ljudi, koјe јe rijeka donijela iz pravca logora smrti Јasenovac. Veliki broј posmrtnih ostataka izvađen јe na јugoistočnom dijelu Velikog ratnog otoka. Sahranjivanje žrtava vršilo se na otoku, gdje јe po odredbi Tome Maksimovića, komesara za izbjeglice u vladi Milana Nedića, niklo veliko groblje. Poslije rata groblja nisu obilježena. Otok јe tada bio pod upravom Nacističke Njemačke.
Kada јe 1948. započela izgradnja Novog Beograda, gradska je vlast donijela odluku da se otok potpuno uništi nasipavanjem pijeska i zemlje za pokrivanje močvara, gdje će se graditi novi grad. Međutim, ležišta aluviјalnog materiјala koјi su stalno dospijevali na otok iz Dunava u potpunosti su to spriječili. Umjesto toga, Mali ratni otok poslužio јe toј svrsi i u tom procesu bio јe gotovo uništen.

## Zaštita područja
Prirodno dobro Veliki ratni otok proglašen je 8. travnja 2005. područjem izuzetnih obilježja. Povjereno je na upravljanje Javnom komunalnom poduzeću "Zelenilo-Beograd" i Upravi općine Zemun, odluku o zaštiti donijela je Skupština grada Beograda na prijedlog Sekretarijata za zaštitu životne sredine. Zaštićeno prirodno dobro Veliki ratni otok čine dva otoka, Veliki i Mali ratni otok, a njihove okolne vode proglašene su prirodnim ribolovnim područjem u okviru ribolovnih područja "Dunav III" i "Sava II".
Zajedno s Malim, Veliki ratni otok stavljen je pod zaštitu radi očuvanja slikovitih krajobraznih obilježja i nenarušenih primarnih krajobraznih vrijednosti od velike važnosti za očuvanje staništa, prirodnih rijetkosti, rijetkih i ugroženih ptica močvarica te za zaštitu reprezentativnih morfoloških i geoloških formacija riječnog otoka, koji ima ekološki, kulturno-povijesni i rekreacijski značaj za grad Beograd.
Za ukupnu površinu Velikog ratnog otoka kategoriziranog kao značajno prirodno dobro, Zavod za zaštitu prirode Srbije identificirao je tri zone s različitim režimima zaštite.
- Zona zaštite prirode (režim zaštite I. stupnja) ima karakter posebnog rezervata prirode i obuhvaća Mali ratni otok u cjelini, obalni pojas Velikog ratnog otoka, šumski kompleks, močvarna područja u sklopu Velikog ratnog otoka i vodna područja oko Malog ratnog otoka.[108]
- Rekreacijska zona (režim zaštite II. stupnja) obuhvaća unutrašnjost Velikog ratnog otoka, nekadašnje oranice koje se i danas koriste, livade uz Dunav, koje su danas dijelom zauzete bespravno izgrađenim objektima, kao i lokaciju javnog mola s cestom i zaštitnom zonom u širini od 10 m koja povezuje ovu lokaciju s plažom Lido.[109]

- Turistička zona uključuje plažu Lido s planiranim proširenjem, gdje se može organizirati turističko-rekreacijska ponuda i novi sadržaji.

Pored ovih režima zaštite, primjenjuju se režimi zaštite utvrđeni zakonom Republike Srbije i drugim propisima kojima se uređuje upravljanje međunarodnim plovnim putevima, zaštita vodoopskrbnih i vodoprivrednih objekata, zaštita močvarnih staništa, kao i zaštita lovnih i ribolovnih rezervata. Po svom međunarodnom statusu važno je područje za ptice (IBA - Important Bird Areas) i Europske mreže zaštićenih prirodnih dobara (Emerald Area).
JKP "Zelenilo Beograd" izgradilo je amfiteatar u rekreacijskoj zoni u kojem se održavaju edukativni kampovi i druge promotivne aktivnosti. Za potrebe čuvarske službe izrađena je rustikalna sojenica, staze i platforma za pristajanje plovila.
Zaštićeno prirodno dobro Veliki ratni otok dio je ekološki važnih područja "Ušće Save u Dunav", te Dunava i Save, ekoloških koridora od međunarodnog značaja.

## Otok danas
Početkom 2000-ih u javnosti su se pojavila nagađanja o budućnosti otoka, ideje da se područje planira pretvoriti u veliki zabavni park, kao moguće mjesto za preseljenje beogradskog zoološkog vrta ili da se dijlovi otoka iznajmljuju kulturnim predstavnicima različitih zemalja, kao i ideja da se preimenuje u Dunavski otok. Projekt i ideja nisu zaživjeli, nakon što je 2005. odlučeno da priroda otoka ostane netaknuta.
Otok je 2002. zajedno s obalom proglašen prirodnim mrjestilištem ribe i postao jedini dio grada Beograda u kojem nije dopuštena gradnja objekata poput hotela, motela ili restorana. Najveći radovi na otoku započeli su 2007., nakon poplava 2006. koje su uništile Lido na sjevernoj strani otoka. Veliki ratni otok tada je potpuno očišćen od otpadaka i naplavina. Povodom Međunarodnog dana Dunava 29. lipnja, otvoren je ekološki kamp za studente Sveučilišta u Beogradu. Poplave 2006. također su djelomično uništile biljni pokrov, te je veliki broj životinja stradao, a oporavljanju mnogih vrsta trebalo je nekoliko godina.
U kolovozu 2007. prokopavanje 300 m dugog kanala, koji je povezivao Veliki Galijaš s Dunavom, spriječilo je isušivanje jezera. U ožujku 2016., bivši gradonačelnik Beograda Siniša Mali, najavio je da je jedna od potencijalnih lokacija za premještanje Savskog mosta potez od Zemuna do Velikog ratnog otoka. Zbog moguće ugroženosti prirodnog staništa otoka, od projekta se odustalo.
JKP „Zelenilo-Beograd“ je 2011. postavilo pontonski most dužine 50 m na ulazu u kanal Veliki Galijaš, sa svrhom zaštite ribe od plutajućeg nanosa i ribokradica.
Tijekom srpnja 2018. najavljeno je da će se Beogradski festival piva održati na Velikom ratnom otoku. Pošto je otok zaštićen, Ministarstvo poljoprivrede i zaštite okoliša Republike Srbije zabranilo je održavanje festivala na toj lokaciji.
Česti posjetitelji otoka su biolozi, ornitolozi i ekolozi, a radi lakšeg proučavanja života ptica na otoku su izgrađena dva vidikovca. Jedan vidikovac nalazi se u središtu kanala Veliki Galijaš, a drugi na najvišoj točki otoka s kojega je vidljiva kula Nebojša i Beogradska tvrđava preko rijeke.
Na otoku se tijekom ljeta organiziraju eko kampovi, šetnje s vodičem i razne radionice.
Iako službeno nenaseljeno, desetak ljudi tijekom ljetnog razdoblja boravi u unutrašnjosti otoka u privremenim vikend objektima.

## U popularnoj kulturi
- Godine 2009. srpski književnik Dušan Miklja i izdavačka kuća Laguna objavili su knjigu Potapanje Velikog ratnog otoka, u kojoj se opisuje namjera vlade da potopi otok kako bi posmrtni ostaci ubijene nepoželjne osobe koja je tamo pokopana otplovili u Crno more.[133]
- Dokumentarni film Beogradska oaza, redatelja Petra Lalovića, objavljen je 2012. i predstavlja filmsku priču o Velikom ratnom otoku kao životinjskom i biljnom rezervatu. Film prati život na otoku tijekom sva četiri godišnja doba, kada biljke i životinje mijenjaju svoj izgled i način života.[134]
- Godine 2012. snimljen je kratki film o Velikom ratnom otoku Srce Beograda, autora Slavka Kostića. Ovaj film prošao je selekciju na međunarodnim festivalima: „Green Screen Fest” 2012. u Beogradu u kategoriji amaterski film; „It's up to you too” - „IUTYT” 2013. u Uherskom Hradištu (Češka Republika); XVIII. međunarodnom filmskom festivalu zaštite životne sredine Zelena vizija 2013. - „Zelena vizija” u Sankt Peterburgu (Rusija).[135]
- U srpnju 2017 u Kulturnom centru "Magacin" u Beogradu održana je izložba pod nazivom "Veliki ratni otok: puste fikcije".[136]
- Centar za istraživačko-razvojne projekte Ekodev objavio je u rujnu 2017., film Povijest i bioraznolikost Velikog ratnog otoka, koji predstavlja njegov kulturni i biološko-ekološki značaj.[137][138]
- Knjiga Milana Bjekića pod naslovom Gusari i zlatno jaje objavljena je 31. siječnja 2019. i govori o dunavskim gusarima koji stižu na Veliki ratni otok kako bi pronašli zlatno jaje.[139]

## Galerija slika
- Drveće na otoku
- Pontonski most koji spaja Zemun i otok
- Pogled na ušće rijeke Save u Dunav i na Veliki i mali ratni otok
- Pogled na otok sa Sportskog centra "Milan Gale Muškatirović" u Zemunu

- Pogled na Veliki ratni otok s Beogradske tvrđave
- Otok u jesen
- Mali i Veliki ratni otok
- Kupalište Lido na otoku